# Божидар Прокич
Божидар Прокич (на сръбски: Божидар Прокић) е сръбски историк медиевист известен със спорните си трудове за българския цар Самуил и неговата държава.

## Образование
Прокич е роден в семейство на свещеник. Учи в гимназията в Крагуевац. През 1878 година постъпва във Филолого-историческия факултет на Белградския университет. След завършване на висшето си образование през 1885 година, заминава за Париж, където слуша лекции по история в Сорбоната. През 1889 година е назначен за учител, а от 1892 до 1905 година преподава в Катедрата по сревновековна история в Белградския университет. През 1905 година, недоволен от мястото, което получава при създаването на Катедрата по византология, напуска университета и заминава за Мюнхен, където посещава лекции по история и на 9 март 1906 година защитава докторска дисертация към Мюнхенския университет „Лудвиг и Максимилиан“ на тема „Die Zusätze in der Handrschrift des Johannes Skylitzes“ („Добавките в ръкописа на Йоханес Скилица“). От 1911 година е директор на Държавния архив на Сърбия.

## Научни приноси
Един от често цитираните трудове на Прокич е неговата докторска дисертация от 1906 година. В нея той за пръв път публикува и дискутира разликите между Виенския ръкопис на хрониката на Йоан Скилица, съставен от деволския епископ Михаил, и други известни нейни преписи. Виенският ръкопис съдържа 66 допълнения, много от които свързани с времето на Самуил. От тях се добиват ценни сведения като например на коя дата е починал цар Самуил, името на Самуиловата щерка Мирослава, имената на синовете на Иван Владислав Алисиан и Арон, както и че неговата дъщеря Екатерина е жената на Исак I Комнин. Допълненията на деволския епископ потвърждават също така, че бащата на Самуил се е казвал Никола.
Обект на дискусии сред историците стават по-късно разбиранията на Прокич за Самуиловата държава. Някои от тях гласят:
- Самуиловата държава е била наричана България противно на етническия си характер.[11] Нейната столица се е намирала в района на Охрид и Преспа и затова би било по-правилно тя да се нарича Македонско царство.[12]
- Болярството в България се е състояло от наследници на славянски князе и чисти българи с неславянски и нехристиянски имена.[13]
- След като Йоан Цимиский превзел източна България през 971 година в западната част на Балканския полуостров останали да съществуват македонски и сръбски княжества.[14]
- Славянските князе на Балканите имали традиция да управляват задружно.[15][16] Тази традиция изчезнала при славяните в източната част на Балканския полуостров попаднали под властта на деспотична монархия, но се е запазила при македонско-сръбските племена.[16] В Македония колективно управление съществувало и през X век.[15][16] Четиривластието на Давид, Моисей, Арон и Самуил било проява на този държавно-правен принцип.[16]
- След VII век славяните между Стара планина и Дунава се смесили с българите – народ варварски и от друга раса.[17] Западните славянски племена в Тесалия, Македония и из сръбските земи били под влияние на най-културната тогава европейска държава Византия и започнали да губят етническите си различия, да се сближават помежду си и да се отдалечават от своите по-малко културни съплеменници.[17] Западните славяни – македонци и сърби – имали общи народни обичаи.[18][19]
- Сред славяните живеещи между Стара планина и Дунава се стигнало поради смесването им с необразована човешка раса, не само до културни, но и до етнически промени.[19] Тези славяни започнали да носят шалвари и да си бръснат главите.[19] Така западните и източните славяни започнали да се отчуждават.[19]
- Западните славянски племена хем не изгубили нищо от своята, хем се приобщили към византийската култура и най-вече към християнството.[19][20] Българите макар и славянизирани имали чудновати и варварски обичаи.[20] Цивилизованите гърци считали българите дори за отвратителни, което личало от едно описание на Лиутпранд от 968.[20] Тези полухристиянизирани българи нямало как да се харесват на македонските славяни, на които християнството им е било много близко.[20]
- Използваното понятие Българско царство е бил политически етикет, подобен на етикета Римска империя и не отговарящ на етническия състав на Македонското царство.[21] Самуил сключил с Роман сделка: Роман получил правото да управлява Скопие, в замяна подарил царската си титлата на Самуил.[22] Самуил превзел Преслав по примера на Отон I, който държал Рим под контрол за да има право да се нарича кайзер на Свещената Римска империя.[22]
- В Българското царство доминиращия етнически елемент е бил българския, а в Македонското царство – сръбския.[23] Населението на Македонското царство е включвало българи само в периода 986 – 1000, а през останалите 28 години то се е състояло само от македонско-сръбски и други западни славянски племена.[24] Македонското царство, вместо да бъде наричано Словения или Сърбия било наричано България.[25]

В духа на тези си разбирания Прокич загражда понякога думите български, българи или България в кавички и пояснява историческите източници. Този историографически маниер е възприет и от някои автори в Република Македония.